# Southwind (Band)
Southwind war eine US-amerikanische Country-Rock-Band, die von 1967 bis 1971 bestand.

## Geschichte
John Martin (Gitarre, Gesang), Jim Pulte (Bass, Gesang), Phil Hope (Keyboards) und Eric Dalton (Schlagzeug) gründeten an der University of Oklahoma die Rockabilly-Band „The Disciples“. 1967 gingen sie nach Los Angeles, benannten sich in „Southwind“ um und erweiterten ihren musikalischen Stil um Elemente aus Pop, Psychedelic Rock und Country.
1968 erschien ihr Debütalbum Southwind. Fontaine Brown ersetzte Phil Hope an den Keyboards. 1970 erschien das zweite Album Ready to Ride, teilweise live im Fillmore West aufgenommen. Das dritte Album What a Strange Place to Land von 1971 zeigte stärkere Blues-Einflüsse. Kurz nach Erscheinen des Albums löste sich die Band auf.
John Martin nannte sich fortan Moon Martin und arbeitete für Linda Ronstadt, nahm eine Reihe von Soloalben auf und schrieb den Hit Bad Case of Loving You (Doctor, Doctor) für Robert Palmer.